# Алферовская волость (Медынский уезд)
Алферовская (Александровская) волость — волость  2-го стана  Медынского уезда Калужской губернии, на западе уезда. Центр — деревня Алферово. Сейчас здесь находятся Износковский район Калужской области и Тёмкинский район Смоленской области.

## Состав
В 1913 году в неё входили населённые пункты (курсивом показаны бывшие):
- Алфёрово, деревня
- Безмина (Фёдоровская), деревня
- Бокори (Бокарово), деревня 55°01′07″ с. ш. 35°09′40″ в. д.HGЯO
- Булгаково, деревня
- Бурково, деревня
- Гридинки (Гридинка), деревня
- Дубна, деревня, земская школа 55°06′23″ с. ш. 35°08′47″ в. д.HGЯO — урочище на реке Дубенка
- Дубровка (Никольское), деревня
- Дехтярево, хутор
- Елизаветино (Остаповка), деревня
- Зажиморово, деревня
- Замятина, деревня 55°04′39″ с. ш. 35°11′05″ в. д.HGЯO
- Ивановская, деревня, церковно-приходская школа
- Игнатьево, деревня
- Ильинское, деревня, земская школа
- Истра, деревня
- Коноплянка, деревня
- Кулешово, село, церковно-приходская школа
- Луково, деревня
- Лукошкино, деревня
- Павловское, село, церковно-приходская школа
- Пировка, хутор
- Прокопово, деревня
- Савинки, деревня, земская школа
- Савостьяново, деревня
- Собакино, деревня
- Сосновка, деревня
- Тишенка, деревня
- Тулизова, деревня
- Угрюмово, сельцо, земская школа
- Угрюмово, хутор
- Хопилово, деревня, земская школа
- Шейки, деревня
- Шибнево, деревня
- Юровка, деревня